# لو دوبز
لو دوبز (بالإنجليزية: Lou Dobbs)‏ (24 سبتمبر 1945 – 18 يوليو 2024) هو صحفي وكاتب ومذيع أخبار ومقدم برامج إذاعية أمريكي، ولد في 24 سبتمبر 1945 في تشايلدريس في الولايات المتحدة.

## وصلات خارجية
- الموقع الرسمي
- لو دوبز على موقع IMDb (الإنجليزية)
- لو دوبز على موقع إن إن دي بي (الإنجليزية)
- لو دوبز على موقع قاعدة بيانات الفيلم (الإنجليزية)